# Milisuthando Bongela
Milisuthando Bongela (* 1985 in Transkei) ist eine südafrikanische Filmemacherin, Autorin und Künstlerin, die sich in ihrer Arbeit mit den Nachwirkungen der Apartheid und kolonialer Geschichte befasst. Internationale Aufmerksamkeit erlangte sie durch ihren autobiografischen Dokumentarfilm Milisuthando, der 2023 beim Sundance Film Festival uraufgeführt wurde.

## Leben
Milisuthando Bongela wurde 1985 in der damaligen Republik Transkei geboren, einem vom südafrikanischen Apartheid-Regime eingerichteten Homeland für Xhosa-sprechende Schwarze. Während ihrer Kindheit nahm sie das Leben dort als frei und geschützt wahr, ohne sich der Wirklichkeit der rassistischen Segregation bewusst zu sein. Erst nach dem Ende der Apartheid 1994 und dem Umzug ihrer Familie in eine gemischte Region wurde ihr die Prägung ihrer Identität durch die Politik der Segregation bewusst.
Bongela studierte und arbeitete zunächst in der Modeindustrie, bevor sie sich als Autorin und Kulturarbeiterin etablierte. Sie war Arts Editor der Zeitung Mail & Guardian und produzierte den Podcast Umoya: On African Spirituality. Heute lebt und arbeitet sie als Künstlerin in New York.

## Werk
In ihrem filmischen Werk setzt sich Milisuthando Bongela mit persönlichen und gesellschaftlichen Folgen der Apartheid auseinander. Ihr Dokumentarfilm Milisuthando ist ein vielschichtiges, experimentelles Werk, das Archivmaterial, Familienerinnerungen, persönliche Reflexionen und Gespräche mit Freunden verknüpft.
Der Film thematisiert vor allem die paradoxe Erfahrung, in einer von der Apartheid konstruierten und isolierten Welt aufzuwachsen, die zunächst als idyllisch wahrgenommen wurde. Bongela reflektiert darin kritisch die Auswirkungen einer von Kolonialismus und Rassismus geprägten Bildwelt, insbesondere auch durch die Verwendung von Archivmaterial, das teils zuvor unveröffentlicht war und zur Propaganda des Apartheid-Regimes gehörte.
Ein Kernansatz ihres Werkes ist die Dekolonisierung des Blicks: So fordert Bongela in ihrer Arbeit einen bewussten und reflektierten Umgang mit Archivmaterial, um nicht koloniale Sichtweisen zu reproduzieren, sondern produktiv zu stören.
Milisuthando gewann insbesondere wegen ihrer poetisch-assoziativen Form internationale Anerkennung. Der Film wurde als Ausdruck einer neuen, künstlerischen und kritischen Herangehensweise an die Geschichte Südafrikas beschrieben und wird von Bongela selbst als Teil eines Bantu-Kinos bezeichnet, das afrikanische Erzähltraditionen neu interpretiert.
Durch die Vermischung persönlicher und politischer Geschichte bietet Bongelas Film neue Zugänge zu Themen wie Identität, Erinnerung und der fortbestehenden Herausforderung des Rassismus.